# アナ・ペレテイロ
アナ・ペレテイロ・ブリオン（Ana Peleteiro Brión、1995年12月2日 - ）は、スペイン・ガリシア州ア・コルーニャ県リベイラ出身の女子陸上競技選手。専門は三段跳。東京オリンピック女子三段跳銅メダリスト。指導者はシドニーオリンピック男子走幅跳金メダリストのイバン・ペドロソ。

## 経歴
1995年にガリシア州ア・コルーニャ県リベイラに生まれた。
2011年にはスペイン王立陸上競技連盟による最優秀若手選手賞を受賞した。2012年世界ジュニア選手権ではスペイン記録の14.17 mを跳んで金メダルを獲得した。2017年世界選手権ではスペイン記録の14.32 mを跳んで7位となった。
2018年のヨーロッパ室内選手権とヨーロッパ選手権ではいずれも銅メダルを獲得した。2019年のヨーロッパ室内選手権ではスペイン記録の14.73 mを跳んで金メダルを獲得した。
2021年7月に日本の東京で開催された東京オリンピックではスペイン記録の14.87 mを跳んで銅メダルを獲得した。
フランス人陸上競技選手のバンジャマン・コンパオレがパートナーであり、2022年6月にはペレテイロの妊娠が発表された。

## 国際大会結果
| 年   | 大会                             | 開催地                      | 順位 | 記録    |
| ---- | -------------------------------- | --------------------------- | ---- | ------- |
| 2011 | 2011年世界ユース選手権           | フランス リール             | 3位  | 12.92 m |
| 2011 | 2011年ヨーロッパユースリンピック | トルコ トラブゾン           | 1位  | 13.17 m |
| 2012 | 2012年世界ジュニア選手権         | スペイン バルセロナ         | 1位  | 14.17 m |
| 2013 | 2013年ヨーロッパジュニア選手権   | イタリア リエーティ         | 3位  | 13.29 m |
| 2014 | 2014年世界ジュニア選手権         | アメリカ合衆国 ユージーン   | 6位  | 13.71 m |
| 2016 | 2016年世界室内選手権             | アメリカ合衆国 ポートランド | 11位 | 13.59 m |
| 2017 | 2017年ヨーロッパ室内選手権       | セルビア ベオグラード       | 5位  | 14.13 m |
| 2017 | 2017年ヨーロッパU-23選手権       | ポーランド ブィドゴシュチュ | 2位  | 14.19 m |
| 2017 | 2017年世界選手権                 | イギリス ロンドン           | 7位  | 14.23 m |
| 2018 | 2018年ヨーロッパ室内選手権       | イギリス バーミンガム       | 3位  | 14.40 m |
| 2018 | 2018年ヨーロッパ選手権           | ドイツ ベルリン             | 3位  | 14.44 m |
| 2019 | 2019年ヨーロッパ室内選手権       | イギリス グラスゴー         | 1位  | 14.73 m |
| 2019 | 2019年世界選手権                 | カタール ドーハ             | 6位  | 14.47 m |
| 2021 | 2021年ヨーロッパ室内選手権       | ポーランド トルン           | 2位  | 14.52 m |
| 2021 | 2020年東京オリンピック           | 日本 東京                   | 3位  | 14.87 m |
| 2022 | 2022年世界室内選手権             | セルビア ベオグラード       | 8位  | 14.30 m |